# Iouri Artsoutanov
 (janvier 2019).
Si vous disposez d'ouvrages ou d'articles de référence ou si vous connaissez des sites web de qualité traitant du thème abordé ici, merci de compléter l'article en donnant les références utiles à sa vérifiabilité et en les liant à la section « Notes et références ».
Iouri Nikolaevitch Artsoutanov (né le 5 octobre 1929 à Léningrad (URSS) et mort le 1er janvier 2019 à Saint-Pétersbourg (Russie)) est un ingénieur en aérospatiale soviétique puis russe. 
Diplômé de l'Institut polytechnique de Léningrad, il est surtout connu pour être l'un des pionniers de l'idée de l'« ascenseur spatial ». En 1960, il écrivit un article nommé V Kosmos na Electrovoze (« Dans l'espace avec l'aide d'une locomotive électrique »), où il a discuté le concept d'ascenseur spatial comme un moyen économique, sûr et pratique d'accéder à l'orbite et de faciliter l'exploration spatiale.

## Biographie
Iouri Artsoutanov a développé l'idée de Constantin Tsiolkovski qui a proposé en 1895 une idée visant à construire une tour orbitale. Le concept d'Artsoutanov était basé sur la liaison de satellites géostationnaires à la Terre par un câble. Il a suggéré d'utiliser un satellite comme base pour partir à la construction de la tour depuis un satellite géosynchrone qui devait rester à un point fixe sur l'équateur (donc géostationnaire). En utilisant un contrepoids, un câble serait abaissé depuis l'orbite géosynchrone vers la surface de la Terre tandis que le contrepoids serait éjecté à partir du satellite loin de la Terre, afin de maintenir le centre de masse du câble à la même hauteur au-dessus de la Terre. Les idées du concept de Constantin Tsiolkovski, soit une structure soumise à une compression (tour orbitale), et du concept proposé par Iouri Artsoutanov, une structure soumise à une tension, diffèrent car une structure soumise à une compression est bien en dehors des capacités futures, alors que la structure soumise à une tension serait beaucoup plus facile à construire et à entretenir.

## Article
- (ru) « V Kosmos na Electrovoze », Komsomolskaya Pravda, 31 juillet 1960